# Escut de Libèria
L'escut de Libèria data del darrer terç del segle xix i ha anat canviant lleugerament al llarg dels anys; la versió actual prové de la modificació efectuada el 1963.
Es tracta d'un escut pictòric, amb un paisatge on es veu un vaixell que arriba a les costes liberianes, en record de la nau que hi va dur els esclaus alliberats des dels Estats Units. Al litoral hi creix una palmera, la principal font alimentària del territori, i en primer terme s'hi veuen una pala i una arada, eines que representen el treball que fa prosperar el país. A l'horitzó, un sol ixent, símbol del naixement de la nació. Al cel, un colom de la pau que porta al bec el missatge de renúncia de la Societat Americana de Colonització, encarregada de la fundació de Libèria.
Damunt l'escut, una cinta amb el lema nacional en anglès: THE LOVE OF LIBERTY BROUGHT US HERE ('L'amor de la llibertat ens ha dut fins aquí'). A sota, una altra cinta amb el nom oficial de l'estat, REPUBLIC OF LIBERIA ('República de Libèria').